# 埼玉県幼稚園一覧
埼玉県幼稚園一覧（さいたまけんようちえんいちらん）は、埼玉県の幼稚園の一覧。

## 国立幼稚園
- 埼玉大学教育学部附属幼稚園

## 公立幼稚園

### 熊谷市
- 熊谷市立江南幼稚園

### 川口市
- 川口市立南平幼稚園
- 川口市立舟戸幼稚園
- 翠ヶ丘幼稚園 - ウェイバックマシン（2003年10月29日アーカイブ分）

### 秩父市
- 秩父市立久那幼稚園
- 秩父市立吉田幼稚園
- 秩父市立荒川幼稚園

### 所沢市
- 所沢市立所沢第二幼稚園

### 飯能市
- 飯能市立名栗幼稚園

### 狭山市
- 狭山市立入間川幼稚園
- 狭山市立入曽幼稚園
- 狭山市立奥富幼稚園
- 狭山市立柏原幼稚園
- 狭山市立狭山台幼稚園
- 狭山市立新狭山幼稚園
- 狭山市立堀兼幼稚園
- 狭山市立水富幼稚園

### 深谷市
- 深谷市立深谷幼稚園
- 深谷市立深谷西幼稚園
- 深谷市立上柴西幼稚園
- 深谷市立明戸幼稚園
- 深谷市立桜ヶ丘幼稚園
- 深谷市立藤沢幼稚園
- 深谷市立幡羅幼稚園
- 深谷市立常盤幼稚園
- 深谷市立おかべ幼稚園
- 深谷市立花園幼稚園

### 上尾市
- 上尾市立平方幼稚園

### 入間市
- 入間市立あずま幼稚園

### 久喜市
- 久喜市立中央幼稚園
- 久喜市立栗橋幼稚園

### 坂戸市
- 坂戸市立北坂戸幼稚園
- 坂戸市立末広幼稚園

### 比企郡
- 滑川町立滑川幼稚園
- 嵐山町立嵐山幼稚園
- 川島町立川島幼稚園
- 鳩山町立鳩山幼稚園

### 秩父郡
- 皆野町立皆野幼稚園
- 小鹿野町立小鹿野幼稚園
- 小鹿野町立三田川幼稚園
- 小鹿野町立両神幼稚園

### 児玉郡
- 神川町立神川幼稚園
- 神川町立いずみ幼稚園

### 北葛飾郡
- 杉戸町立中央幼稚園
- 杉戸町立中央第二幼稚園
- 杉戸町立東幼稚園
- 杉戸町立南幼稚園
- 杉戸町立西幼稚園

## 私立幼稚園

### さいたま市

#### 西区
- さしおうぎ幼稚園
- さつき幼稚園
- せいか幼稚園
- 聖学院大学附属みどり幼稚園
- のはら幼稚園
- 愛徳幼稚園
- みはし幼稚園
- 大宮みどりが丘幼稚園

#### 北区
- 銀鈴幼稚園
- 清美幼稚園
- 第二こと幼稚園
- 宮原幼稚園
- 日進まこと幼稚園
- 日進幼稚園
- 明和幼稚園
- 大宮白百合幼稚園
- 植竹幼稚園

#### 大宮区
- 大宮なみき幼稚園
- 普門院幼稚園
- 大成幼稚園
- 聖愛幼稚園
- かみこ幼稚園
- ひばり幼稚園
- 神戸幼稚園
- みどり第二幼稚園
- 大宮愛仕幼稚園
- 大宮幼稚園
- 麗愛幼稚園
- むつみ幼稚園

#### 見沼区
- 春岡幼稚園
- 福寿幼稚園
- しま幼稚園
- 小百合幼稚園
- しらかば幼稚園
- 大和田幼稚園
- こまどり幼稚園
- 山吹幼稚園
- 染谷幼稚園
- 片柳幼稚園

#### 中央区
- しんせい幼稚園
- 青いとり幼稚園
- 与野本町幼稚園
- 東京成徳短期大学付属第二幼稚園
- 与野愛仕幼稚園
- 与野幼稚園

#### 桜区
- 淑徳与野幼稚園
- おおとり幼稚園
- 浦和こばと幼稚園
- さかわ幼稚園
- 浦和すみれ幼稚園
- 西堀ひかわ幼稚園
- ひなどり幼稚園
- わかほ幼稚園
- さくら草幼稚園

#### 浦和区
- みぬま幼稚園
- そうけい幼稚園
- ひかり幼稚園
- 聖フランソア幼稚園
- 木の実幼稚園
- 常盤幼稚園
- 厚徳幼稚園
- 黎明幼稚園
- 本太幼稚園
- 浦和母の会幼稚園
- 麗和幼稚園
- 浦和幼稚園
- 小松原幼稚園
- 双葉幼稚園
- ひなぎく幼稚園

#### 南区
- まつもと幼稚園
- 西浦和幼稚園
- 浦和みひかり幼稚園
- 別所幼稚園
- 浦和めぐみ幼稚園
- 浦和つくし幼稚園
- 浦和若竹幼稚園
- 南浦和幼稚園
- むさし幼稚園
- 浦和のぞみ幼稚園
- はとり幼稚園
- 大谷口幼稚園
- 埼玉幼稚園

#### 緑区
- しらさぎ幼稚園
- ふるさと幼稚園
- 百合ヶ丘幼稚園
- 原山幼稚園
- 桜美林幼稚園
- だいもん幼稚園
- 浦和明の星幼稚園
- あかつき幼稚園
- 浦和みずほ幼稚園

#### 岩槻区
- 宝国寺幼稚園
- ろりぽっぷ幼稚園
- 桂愛幼稚園
- 河合幼稚園
- 岩槻若葉幼稚園
- 東岩槻幼稚園
- はくつる幼稚園
- 大光幼稚園
- 白菊幼稚園
- 岩槻幼稚園
- 恵泉幼稚園
- 岩槻みどり幼稚園
- 岩槻ひまわり幼稚園
- 東武リズム幼稚園

### 川越市
- 川越ひばり幼稚園
- 川越白ゆり幼稚園
- 霞ヶ関幼稚園
- みよしの幼稚園
- 第二ひつじ幼稚園
- 川越双葉幼稚園
- 川鶴ひばり幼稚園
- 川越第二ひばり幼稚園
- のぞみ幼稚園
- かすみ幼稚園
- ひかりの子幼稚園
- ひまわり南幼稚園
- 南双葉幼稚園
- 川越あさひ幼稚園
- ルンビニ幼稚園
- ながさわ幼稚園
- 岡田幼稚園
- 初雁幼稚園
- ひまわり幼稚園
- ひまわり東幼稚園
- 川越幼稚園
- あそか幼稚園
- ひつじ幼稚園
- 日の丸幼稚園
- 新河岸幼稚園
- 川越なかよし幼稚園
- 高階幼稚園
- 藤原白百合幼稚園
- あおば幼稚園
- ふじま幼稚園
- 東光幼稚園
- ふくはら幼稚園

### 熊谷市
- にしめぬま幼稚園
- 妻沼幼稚園
- ピノキオ幼稚園
- 篭原若竹幼稚園
- 三尻幼稚園
- 東漸寺幼稚園
- さくら幼稚園
- まこと幼稚園
- 成田幼稚園
- 荒川幼稚園
- 摩耶幼稚園
- さかえ幼稚園
- 立正幼稚園

### 川口市
- マヤ幼稚園
- 東川口幼稚園
- きぞろ幼稚園
- 川口幼稚園
- 松原幼稚園
- 北川口幼稚園
- 小桜幼稚園
- 赤芝幼稚園
- 安行幼稚園
- 安行東光幼稚園
- 翠ケ丘幼稚園
- 旭幼稚園
- 新郷松原幼稚園
- 小鳩幼稚園
- 島田幼稚園
- 川口くるみ幼稚園
- 川口あけぼの幼稚園
- 松葉幼稚園
- 新郷南幼稚園
- 川口ふたば幼稚園
- 芝みずほ幼稚園
- いずみ幼稚園
- 川口しらぎく幼稚園
- 清月幼稚園
- ひのつめ幼稚園
- 芝園幼稚園
- ふじみ幼稚園
- 川口さかえ幼稚園
- しば幼稚園
- 清泉幼稚園
- 上青木双葉幼稚園
- 青木錦生幼稚園
- 川口アソカ幼稚園
- 白百合幼稚園
- 川口文化幼稚園
- 西川口幼稚園
- 川口南幼稚園
- 共生幼稚園

### 行田市
- 老本幼稚園
- 行田幼稚園
- やごう幼稚園
- ホザナ幼稚園
- 富士見ヶ丘幼稚園
- まつたけ幼稚園
- やなぎ幼稚園
- 南河原幼稚園

### 秩父市
- 秩父緑ガ丘幼稚園
- 秩父ふたば幼稚園
- 秩父こばと幼稚園
- 秩父幼稚園
- 花の木幼稚園
- 秩父さくら幼稚園
- 大畑幼稚園
- かみたの幼稚園

### 所沢市
- ミチル幼稚園
- マルハ幼稚園
- 美原幼稚園
- 新所沢幼稚園
- すずらん幼稚園
- 新所沢富士幼稚園
- 新所沢こひつじ幼稚園
- 所沢中央文化幼稚園
- 所沢若草幼稚園
- 小手指幼稚園
- こでまり幼稚園
- 所沢ひまわり幼稚園
- 三ヶ島幼稚園
- 所沢第六文化幼稚園
- 所沢第三文化幼稚園
- 所沢第五文化幼稚園
- 所沢富士幼稚園
- 所沢文化幼稚園
- 所沢第二文化幼稚園
- けやき幼稚園
- 慈光幼稚園

### 飯能市
- わかば幼稚園
- 大東幼稚園
- 飯能幼稚園
- さゆり幼稚園
- 加治幼稚園
- 白鳥幼稚園

### 加須市
- 花咲幼稚園
- 大利根藤幼稚園

### 本庄市
- 本庄旭幼稚園
- 本庄幼稚園
- 本庄青葉幼稚園
- 本庄西幼稚園
- 本庄東幼稚園
- 長光寺幼稚園
- 本庄すみれ幼稚園
- 若泉幼稚園
- 児玉桜井幼稚園

### 東松山市
- 東平幼稚園
- 松山幼稚園
- 松山聖ルカ幼稚園
- 東松幼稚園
- 松山南幼稚園
- 新明幼稚園
- ひさみ幼稚園
- 高坂幼稚園

### 春日部市
- 桃園幼稚園
- 内牧幼稚園
- 春日部幼稚園
- 真由美幼稚園
- 牛島幼稚園
- 藤塚幼稚園
- 一の割幼稚園
- ひかり第二幼稚園
- 春日部成就院幼稚園
- 清秀幼稚園
- 豊春幼稚園
- 花積幼稚園
- 呑竜幼稚園
- 武里白百合幼稚園
- 武里双葉幼稚園
- 第二白百合幼稚園
- 武里幼稚園
- 武里第二幼稚園
- 庄和すずらん幼稚園
- 庄和幼稚園
- 庄和こばと幼稚園

### 狭山市
- 狭山けやき幼稚園
- みつぎ幼稚園
- 第二狭山台みどり幼稚園
- 武蔵野短期大学附属幼稚園
- 狭山ひかり幼稚園
- さやま幼稚園
- 狭山富士見台幼稚園
- しいのみ幼稚園
- 金剛幼稚園

### 羽生市
- 春山幼稚園
- 高田幼稚園
- 増子幼稚園
- 建福寺幼稚園
- 金久保幼稚園

### 鴻巣市
- 箕田幼稚園
- エンゼル幼稚園
- 英和幼稚園
- 鴻巣ひかり幼稚園
- 鴻巣幼稚園
- まむろ幼稚園
- 鴻巣松原幼稚園
- 吹上中央幼稚園
- 大芦幼稚園

### 深谷市
- 川本若竹幼稚園
- マハナヤ幼稚園

### 上尾市
- 上尾寿幼稚園
- つつみ幼稚園
- カオル幼稚園
- 花園幼稚園
- 上尾みどりが丘幼稚園
- 上尾寿第二幼稚園
- ひかわ幼稚園
- 妙厳寺幼稚園
- 上尾幼稚園
- 浅間台幼稚園
- 上尾富士見幼稚園
- みやした幼稚園
- 双葉台幼稚園
- 西上尾しらぎく幼稚園
- ほし幼稚園
- 上尾ひなぎく幼稚園
- つつじが丘幼稚園
- 上尾いずみ幼稚園
- 原市文化幼稚園
- 尾山台幼稚園
- 上尾みずほ幼稚園

### 草加市
- 青徳幼稚園
- 新田幼稚園
- 清門幼稚園
- 草加ひので幼稚園
- 草加みどり幼稚園
- ひかり幼稚園
- 草加ひまわり幼稚園
- 草加藤幼稚園
- みのべ幼稚園
- フラワー幼稚園
- かおり幼稚園
- 草加氷川幼稚園
- ルミ幼稚園
- いなり幼稚園
- 谷塚幼稚園
- 谷塚おざわ幼稚園
- あずま幼稚園

### 越谷市
- まどか幼稚園
- あゆみ幼稚園
- 清浄院幼稚園
- 大袋わかば幼稚園
- しらこばと幼稚園
- 大袋幼稚園
- アスナロ幼稚園
- 越谷保育専門学校附属幼稚園
- ぶどうぞの幼稚園
- 大沢幼稚園
- 北越谷幼稚園
- 越谷幼稚園
- 上岡学園越谷くるみ幼稚園
- 越谷こばと幼稚園
- 松沢幼稚園
- 萩原第一幼稚園
- 照連院さくら幼稚園
- あやの幼稚園
- さなえ幼稚園
- 南越谷幼稚園
- 精華幼稚園
- 愛隣幼稚園
- 第二愛隣幼稚園
- 萩原第二幼稚園
- 越谷わかば幼稚園
- 小牧幼稚園

### 蕨市
- 和光幼稚園
- 早蕨幼稚園
- 明星幼稚園
- 武南幼稚園
- わらび幼稚園

### 戸田市
- 戸田ひまわり幼稚園
- ささめ幼稚園
- まきば幼稚園
- カトレア幼稚園
- はごろも幼稚園
- 戸田幼稚園
- つつじ幼稚園
- 戸田第一幼稚園
- 戸田東幼稚園
- 戸田東第二幼稚園

### 入間市
- 元加治幼稚園
- あんず幼稚園
- 武蔵野音楽大学武蔵野幼稚園
- めぐみ幼稚園
- いるま幼稚園
- わかばの森幼稚園
- 若杉幼稚園
- 白梅幼稚園
- 角栄幼稚園

### 朝霞市
- 朝霞たちばな幼稚園
- 朝霞なかよし幼稚園
- 南武学園　さいか幼稚園
- 朝霞花の木幼稚園
- 根岸幼稚園
- 菩提樹の森幼稚園
- あさか台幼稚園
- 南武学園　朝霞幼稚園

### 志木市
- 足立みどり幼稚園
- おおのみち幼稚園
- 泉幼稚園
- 細田学園幼稚園
- みわ幼稚園
- 幸福の森幼稚園
- 志木なかもり幼稚園

### 和光市
- 新倉幼稚園
- やまと幼稚園
- 小羊幼稚園
- 大和すみれ幼稚園

### 新座市
- 第二新座幼稚園
- かきの木幼稚園
- 大和田しらかば幼稚園
- 第一新座幼稚園
- おくだ幼稚園
- わかのび幼稚園
- なみきの幼稚園
- 十文字女子大学附属幼稚園
- こばとの森幼稚園
- 明彩幼稚園
- 片山幼稚園
- 美鈴幼稚園

### 桶川市
- しろがね幼稚園
- うさぎ幼稚園
- おけがわ幼稚園
- ひがし幼稚園
- 桶川ときわ幼稚園
- 愛宕幼稚園
- 学校法人 永島学園認定こども園ひだまり

### 久喜市
- 久喜あおば幼稚園
- 青葉台あけぼの幼稚園
- 久喜幼稚園
- あけぼの東幼稚園
- 久喜みなみ幼稚園
- 菖蒲幼稚園
- 長龍寺幼稚園
- 栗橋さくら幼稚園
- 栗橋白百合幼稚園
- 鷲宮幼稚園
- 桜田幼稚園
- 鷲宮誠心幼稚園
- 銀の笛幼稚園

### 北本市
- 森の詩幼稚園
- ふじ幼稚園
- きたもと幼稚園
- いしと幼稚園
- せきね幼稚園
- みなみ第二幼稚園
- 北本みなみ幼稚園
- 北本中央幼稚園
- 北本東幼稚園

### 八潮市
- みひかり幼稚園
- 八潮ちくみ幼稚園
- 八潮幼稚園
- 潮止幼稚園
- 青和幼稚園
- 小倉あさひ幼稚園

### 富士見市
- きたはら幼稚園
- 南畑幼稚園
- すわ幼稚園
- 谷津幼稚園
- 銀の鈴幼稚園
- 富士見台幼稚園
- ほんごう幼稚園
- みずたに幼稚園
- 富士見みずほ幼稚園
- 文京学院大学ふじみ野幼稚園
- みほの幼稚園
- なみき幼稚園

### 三郷市
- 三郷ひかり幼稚園
- みさと団地みやおか幼稚園
- 越谷保育専門学校附属みさと団地幼稚園
- 天使幼稚園
- いなほ幼稚園
- わせだ幼稚園
- ちくみ幼稚園
- 彦成幼稚園
- 新和幼稚園
- 戸ケ崎幼稚園
- ゆたか幼稚園
- みさと幼稚園
- 栄光幼稚園

### 蓮田市
- 大山幼稚園
- 新宿幼稚園
- 黒浜幼稚園
- 蓮田幼稚園
- 須賀白百合幼稚園

### 坂戸市
- にっさい幼稚園
- 坂戸あずま幼稚園
- 坂戸富士見幼稚園
- 坂戸幼稚園
- 坂戸カオル幼稚園
- 坂戸ひまわり幼稚園
- かなやま幼稚園
- 大家幼稚園
- かぴら幼稚園

### 幸手市
- 第二幸手幼稚園
- 幸手ひまわり幼稚園
- 幸手さくら幼稚園
- 幸手ひがし幼稚園
- 幸手白百合幼稚園
- あゆみ第二幼稚園（閉園）

### 鶴ヶ島市
- 若葉台幼稚園
- 鶴ヶ島めぐみ幼稚園
- つるがしま白百合幼稚園
- かみひろや幼稚園
- 武蔵野幼稚園
- つくし幼稚園

### 日高市
- たかはぎ幼稚園
- さやまが丘幼稚園
- 日高富士見台幼稚園
- フレンド幼稚園

### 吉川市
- 吉川あさひ幼稚園
- 茂幼稚園
- 越谷保育専門学校附属吉川幼稚園
- ワカマツ幼稚園
- 吉川ムサシノ幼稚園

### 白岡市
- 杉の子幼稚園
- 菁莪幼稚園
- 興善寺幼稚園
- 白岡天使幼稚園

### 北足立郡
- 伊奈はなぞの幼稚園
- しろがね小室幼稚園
- 伊奈栄幼稚園

### 入間郡
- かみとめ幼稚園
- 小鈴幼稚園
- みふじ幼稚園
- 越生みどり幼稚園
- ながせ幼稚園
- ときわぎ幼稚園
- 毛呂山愛仕幼稚園

### 比企郡
- 菅谷幼稚園
- 石坂幼稚園
- 第一鳩山幼稚園
- 小川大芦幼稚園
- おがわ幼稚園
- よしみ幼稚園
- とねがわ幼稚園
- ときがわ幼稚園

### 秩父郡
- 秩父ほうしょう幼稚園
- 長瀞かやの木幼稚園
- 長瀞幼稚園

### 児玉郡
- 神保原幼稚園
- 上里幼稚園
- 美里さくら幼稚園

### 大里郡
- 寄居若竹幼稚園
- 松岩寺幼稚園

### 南埼玉郡
- 宝光寺幼稚園
- 宮代須賀幼稚園
- 宮代幼稚園
- 姫宮成就院幼稚園

### 北葛飾郡
- 杉戸白百合幼稚園
- 大川戸幼稚園
- まつぶし幼稚園
- たから幼稚園
- 吉川あさひ幼稚園
- ワカマツ幼稚園
- 茂幼稚園
- 吉川幼稚園
- 吉川ムサシノ幼稚園